# Бладаст
Бладаст (на латински: Bladastes, Bladast) е франкски херцог на Аквитания (583 – 587) по времето на Меровингски крале Хилперих I и Гунтрам.
През 583 г. крал Хилперих I назначава Бладаст и Дезидерий за херцози на Аквитания. Те тръгват да се бият против баските и са победени от тях.